# Ариктинський сільський округ
Арикти́нський сільський округ (каз. Арықты ауылдық округі, рос. Арыктинский сельский округ) — адміністративна одиниця у складі Коргалжинського району Акмолинської області Казахстану. Адміністративний центр — село Арикти.
Населення — 720 осіб (2021; 1102 у 2009, 2022 у 1999, 2821 у 1989).
Станом на 1989 рік існувала Ариктинська сільська рада (села Арикти, Коркилдак, Култай, Садирбай). Села Култай та Суликоль були ліквідовані 2019 року.

## Склад
До складу округу входять такі населені пункти:
| Населений пункт   | Населення, осіб (1989) | Населення, осіб (1999) | Населення, осіб (2009) | Населення, осіб (2021) |
| ----------------- | ---------------------- | ---------------------- | ---------------------- | ---------------------- |
| Арикти, село      | 1755                   | 1328                   | 909                    | 602                    |
| --Коркилдак, село | 717                    | 135                    | 2                      | 9                      |
| --Култай, село    | 134                    | 78                     | 45                     | 8                      |
| --Суликоль, село  | -                      | 367                    | 86                     |                        |
| Садирбай, село    | 215                    | 114                    | 60                     | 101                    |